# Bitka kod Potideje
Bitka kod Potideje odvijala se 432. pr. Kr. između Atene i kombinirane vojske Korinta, Potideje i saveznika.
Bitka je završila atenskom pobjedom. Zajedno s bitkom kod Sibote predstavlja katalizator Peloponeskog rata.
Potideja je bila korintska kolonija na poluotoku Halkidiki. Bila je član Delskog saveza i plaćala je danak Ateni.
Atena se bojala da će se Potideja pobuniti pod uticajem Korinta ili Makedonije. Poslije bitke kod Sibote Atena zahtjeva da Potideja sruši dio zidina, da protjera korintskog veleposlanika i da pošalje taoce u Atenu.
Atena je skupila flotu od 30 brodova i 1000 hoplita pod vodstvom Arhestrata. Tu vojsku je Atena bila namijenila bici protiv Perdika u Makedoniji. Potideja je poslala veleposlanike u Atenu i Spartu. Kad su propali pregovori u Ateni, Sparta je obećala pomoć. Korint šalje 1.600 hoplita i 400 lako naoružanih pod vodstvom Aristeja.
Kao odgovor na sve to Atena šalje dodatnih 2.000 hoplita i 40 dodatnih brodova pod vodstvom Kalija.
U bici Aristejevo krilo korintskih trupa pobjeđuje dio Atenjana, a na ostalim dijelovima bojišta Atenjani pobjeđuju. Aristej se vraća duž obale do Potideje, nastojeći izbjeći glavninu atenskih snaga. Rezervne snage od Potideje su također poražene. Korinćani i Potidijanci su izgubili 300 vojnika, a Atenjani 150.
Atenjani ostaju van Potideje neko vrijeme, pa dobivaju pojačanje od 1.600 hoplita. Obje strane grade zidove. Atenjani uspjevaju da blokiraju Potideju morskom blokadom. Tokom blokade predstavnici Atene i Sparte se sastaju i proglašava se rat.
Opsada je mnogo koštala, pa Atenjani nisu bili baš sretni. Alkibijad i Sokrat su bili kao vojnici u toj bici, a Sokrat je Alkibijadu spasio život.

## Vanjske poveznice
- članak o bici kod Potideje